# Litto I Alidosi
Litto I Alidosi (o Lito I Alidosi), fou prefecte i capità del poble d'Imola amb el títol de Defensor Pupuli Imole et Capitaneus Civitatis Imole (1278-1288). Fou fet presoner junt amb el seu nebot Litto II Alidosi per ordre de l'inquisidor general de Romanya que havia assaltat el castell de Pediano i el de Toranello que s'havien rebel·lat i pel que havia estat condemnat el 1315 per l'inquisidor general juntament amb Giovannino da Cremona. El 1317 va tramar un complot per arrabassar Imola a l'Església iva morir passada aquesta data.